# Ettore Perego
Ettore Perego (Monza, 11 aprile 1913 – Sesto San Giovanni, 23 ottobre 2013) è stato un ginnasta italiano.

## Biografia
Nato a Monza, iniziò la pratica della ginnastica presso un oratorio, poi a seguito delle leggi fasciste, fu costretto a svolgere la sua attività presso la Forti e Liberi di Monza solo ed esclusivamente grazie ad un amico mecenate che provvide al pagamento della tessera sociale. Iniziò a lavorare, nel 1929, come fattorino presso la Stipel di Milano (oggi Telecom) e per comodità iniziò ad allenarsi con la Società Pro Patria Milano vincendo nel 1935 e 1936 il trofeo Morgagni (che era un campionato italiano per i giovani) con la squadra regionale lombarda. Poi dal 1938 si allenò e fece parte sempre della squadra del Pro Lissone Ginnastica e si ritirò solo nel 1978 a 65 anni d'età.
Nel 1945 e nel 1947 vinse il Campionato assoluto maschile italiano di ginnastica artistica. Fece parte della squadra di ginnastica azzurra alle Olimpiadi di Londra del 1948 arrivò quinto.
Continuò, dopo il ritiro dall'attività agonistica ad allenare e fu anche dirigente federale e giudice di gara. Occorre tenere presente che tutta la sua attività è stata svolta da puro dilettante, difatti ha sempre lavorato per mantenersi. Negli ultimi anni della sua vita ha vissuto in una casa di riposo a Sesto San Giovanni, dove è morto qualche mese dopo aver compiuto cent'anni. I nipoti hanno donato alla Pro Lissone Ginnastica sia il diploma di partecipazione che la divisa indossata da Ettore Perego alle Olimpiadi di Londra 1948 in modo che gli stessi siano conservati nel futuro museo dello Sport di Lissone.